# Santuario del monte Castoia
Il santuario del monte Castoia è un santuario mariano dedicato alla Santissima Maria Ausiliatrice edificato sull'omonimo monte nel territorio del comune di Paularo (Canale d'Incarojo o Val Chiarsò) nella regione autonoma Friuli-Venezia Giulia.
Conosciuto come "Madone dal Clap" (tradotto dalla variante locale della lingua friulana "Madonna nel sasso"), appartiene alla chiesa cattolica apostolica romana (arcidiocesi di Udine) ed è custode la parrocchia di Santa Caterina d'Alessandria martire di Salino (comune di Paularo).

## Storia
Nel 1810 a seguito di una piena del ruscello Malmidili che scende dal monte Castoia è stato rinvenuto, ai margini, un masso che esaminato attentamente da un passante del borgo di Castoia (località di Salino) notò incisa un’immagine raffigurante una madonna con un bambino sulle ginocchia.   Il masso misurava 1,10 metri di altezza e 0,65 metri di larghezza. L'abitante, animato da viva fede, decise di collocare il singolare reperto in un capitello costruito appositamente nel punto esatto in cui oggi sorge l’altare del santuario.
Nel 1855 il capitello venne ingrandito con il contributo di Daniele Lenassi di Salino, in seguito ad un "miracolo" che attribuì alla Vergine nel Sasso dopo averla ripetutamente invocata per la guarigione di un cancro al naso.
Nel 1878 il sacerdote pro-tempore della parrocchia di Santa Caterina d'Alessandria martire di Salino, don Luigi Tomat, con l'assenso e il contributo del sindaco del comune di Paularo e di tutta la popolazione, decisero di ampliare il capitello trasformandolo in una chiesa che potesse accogliere i pellegrini che via via erano sempre più numerosi.
Nel 1924 venne costruita la sacrestia ricavata alla sinistra dell'altare.
Dal 1928 al 1930 su sollecitazione di don Giuseppe Gubiani, vicario della parrocchia di Salino, viene realizzato l'atrio esterno, a cura di Luciano Del Moro di Salino, ampliato il piazzale con due mura di sostegno e condotta l'acqua da oltre 1.500 metri di distanza.

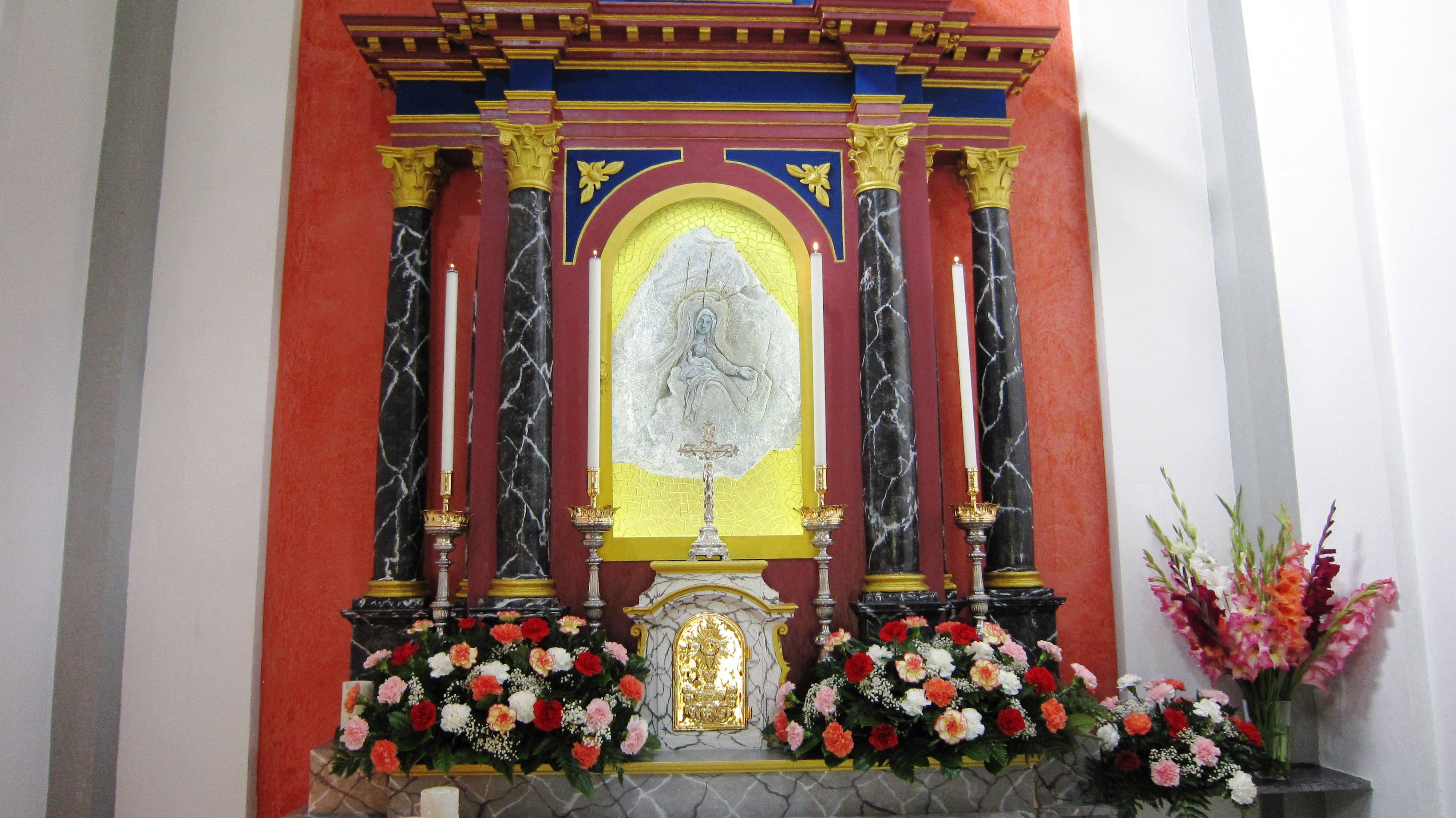
l'Altare con l'immagine della Madonna e il Bambino incisa nel sasso rinvenuto nel Rio

Dal 1936 venne rinnovato il tetto, costruito l'atrio antistante in calcestruzzo, ricolorito l'altare, tinteggiata tutta la chiesa sotto il cornicione. Fu costruita la via che dal borgo di Castoia porta alla strada di accesso al Santuario.
Nel 1946 la chiesa venne decorata con opere pittoriche di Giacomo Monai di Nimis, Giovanni Pittino di Billerio e Luigi Dereani di Paularo.
Dal 1976 il parroco di Salino, don Luigi Bordignon, si occupò della costruzione e rifinitura dell'arteria stradale che da Trelli conduce al Santuario.

## Opere interne di rilievo
- Battaglia di Lepanto, quadro posto sopra la porta di ingresso principale, opera di Antonio Ferigo da Paularo
- l'Annunciazione, dipinto collocato sopra l'altare, opera di Giacomo Monai da Nimis
- Cristo morto sul grembo di Maria, raffigurazione realizzata da Giacomo De Cillia da Treppo Ligosullo

## Festa del santuario
Il 24 maggio di ogni anno giorno in cui ricorre la festa liturgica dedicata alla Santissima Maria Ausiliatrice.

## Pellegrinaggi

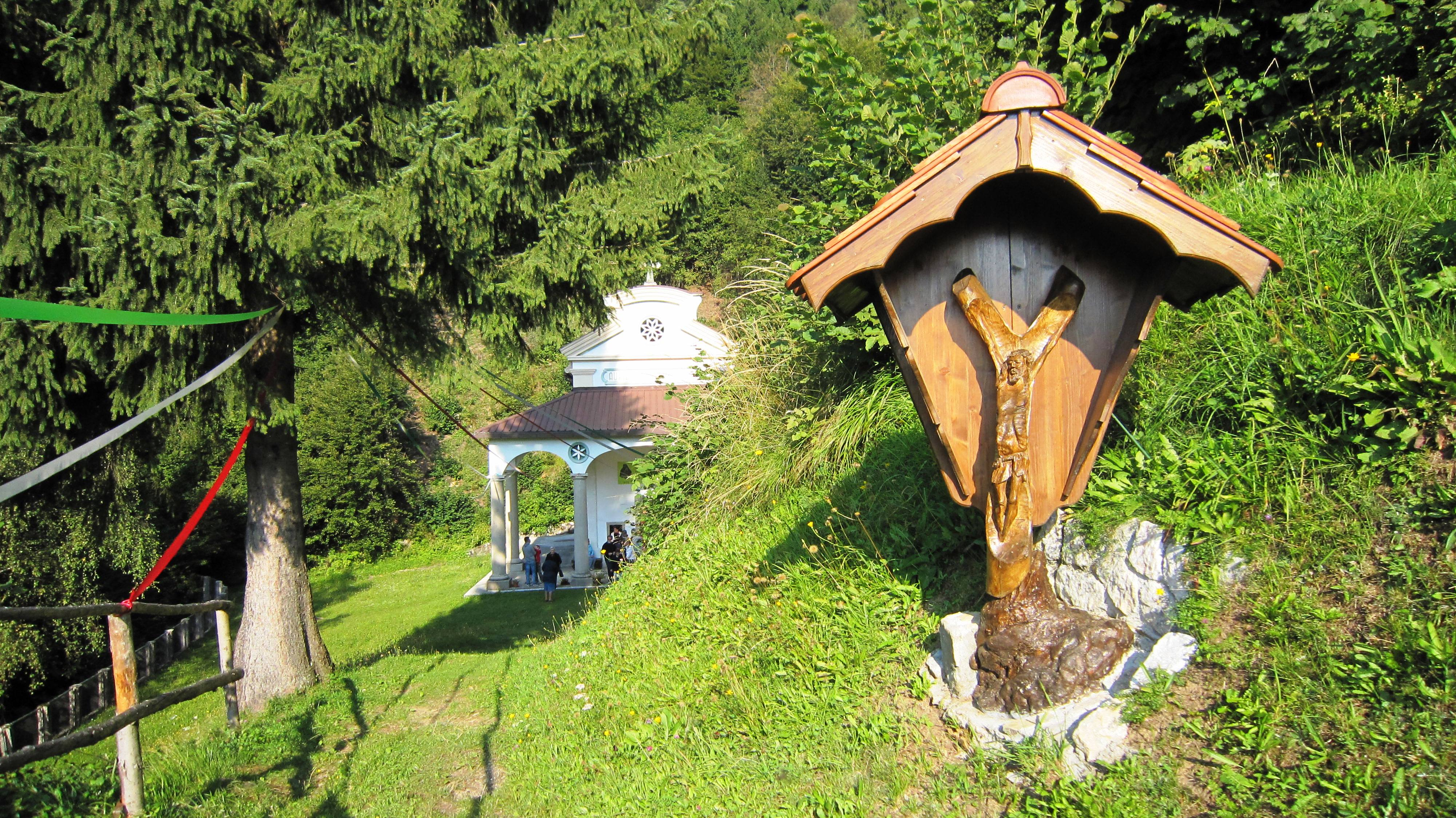
Crocifisso in prossimità del santuario

- Dal 1º maggio al 1º ottobre, giungono gruppi di fedeli provenienti da tutte le valli dell’area carnica. Ogni sabato, in detto periodo, alle ore 08:00, viene celebrata la messa.
- Dall'Anno Santo del 2000, il primo sabato di agosto, si svolge un pellegrinaggio da Trelli verso il santuario nel quale viene celebrata una Santa Messa alle 09:30.
- Il santuario è compreso nella 19ª tappa del Cammino delle Pievi (natura, storia arte e spiritualità in Carnia) che ha inizio a Dierico di Paularo, attraversa Trelli, Rivalpo, Cabia, Arta Terme e termina a Piano d'Arta Terme.[4]

## Come raggiungere il santuario
- da Venezia tramite l'autostrada Venezia-Trieste, proseguire sulla A23 Udine-Tarvisio, uscita Carnia-Tarvisio, direzione Tolmezzo e proseguire sulla SS 52bis fino a Cedarchis di Arta Terme poi imoccare la SP23 per Trelli di Paularo
- da Trelli di Paularo a piedi o in automobile, la strada è percorribile quasi a ridosso del santuario
- da Paularo a piedi tramite un sentiero che attraversa i boschi
- da Paularo in automobile in direzione Trelli da cui a piedi o in automobile si raggiunge il santuario
- da Salino di Paularo tramite il borgo di Castoia percorrendo a piedi un sentiero tra i boschi

## Galleria d'immagini

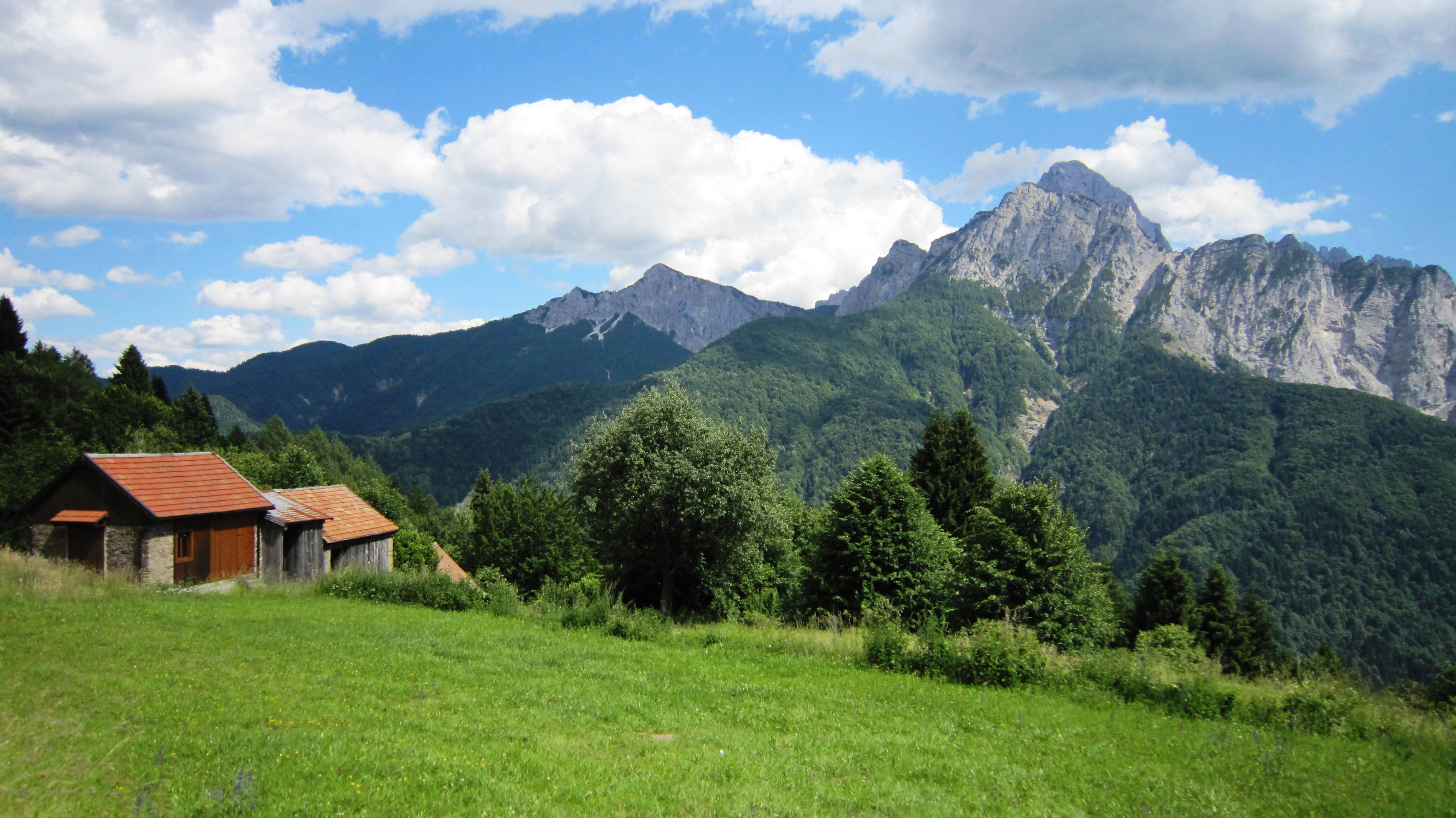
panorama sul monte Sernio scorto dal monte Castoia a pochi passi dal santuario
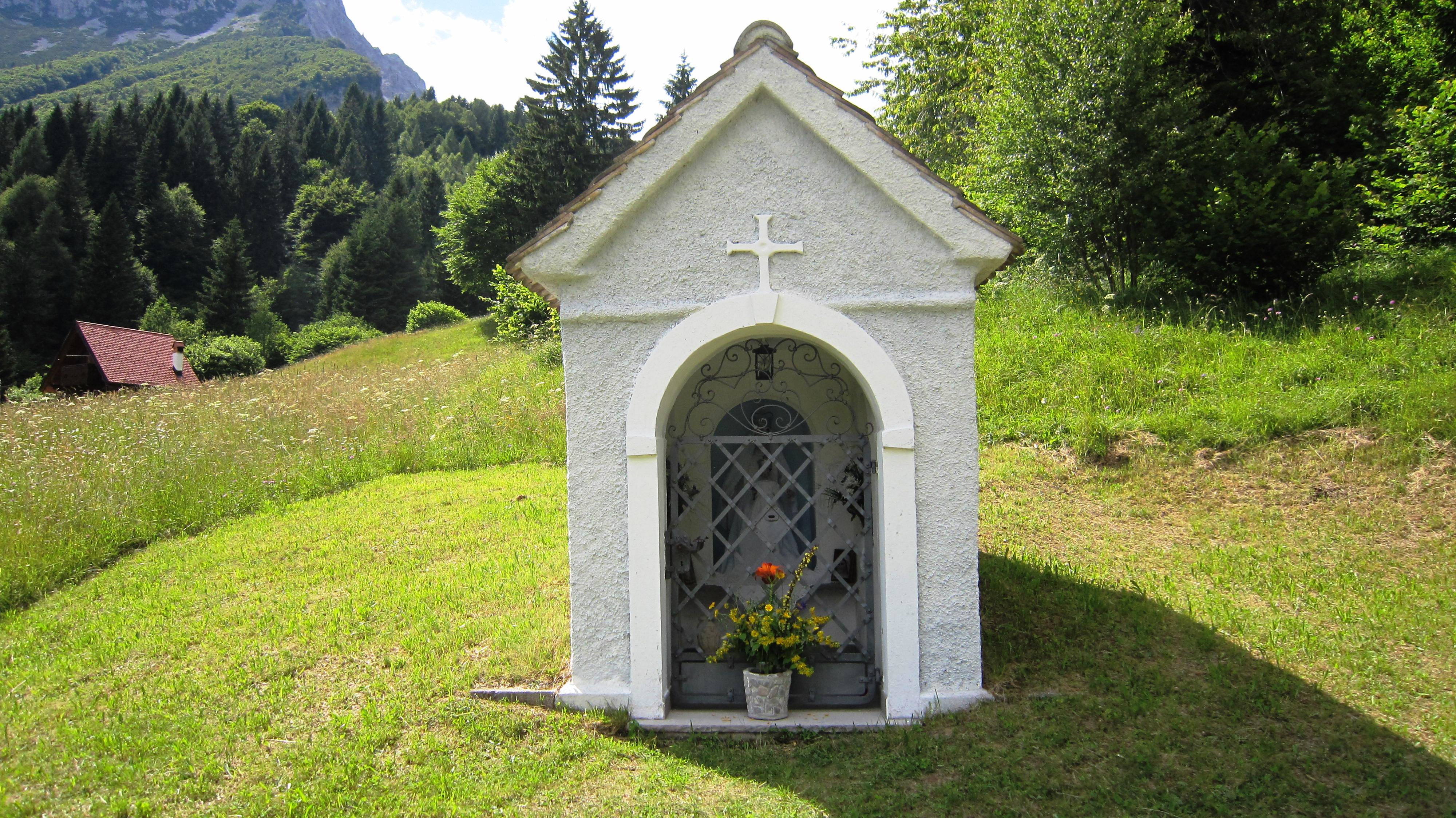
capitello "Madonna della Neve" a pochi metri dal santuario
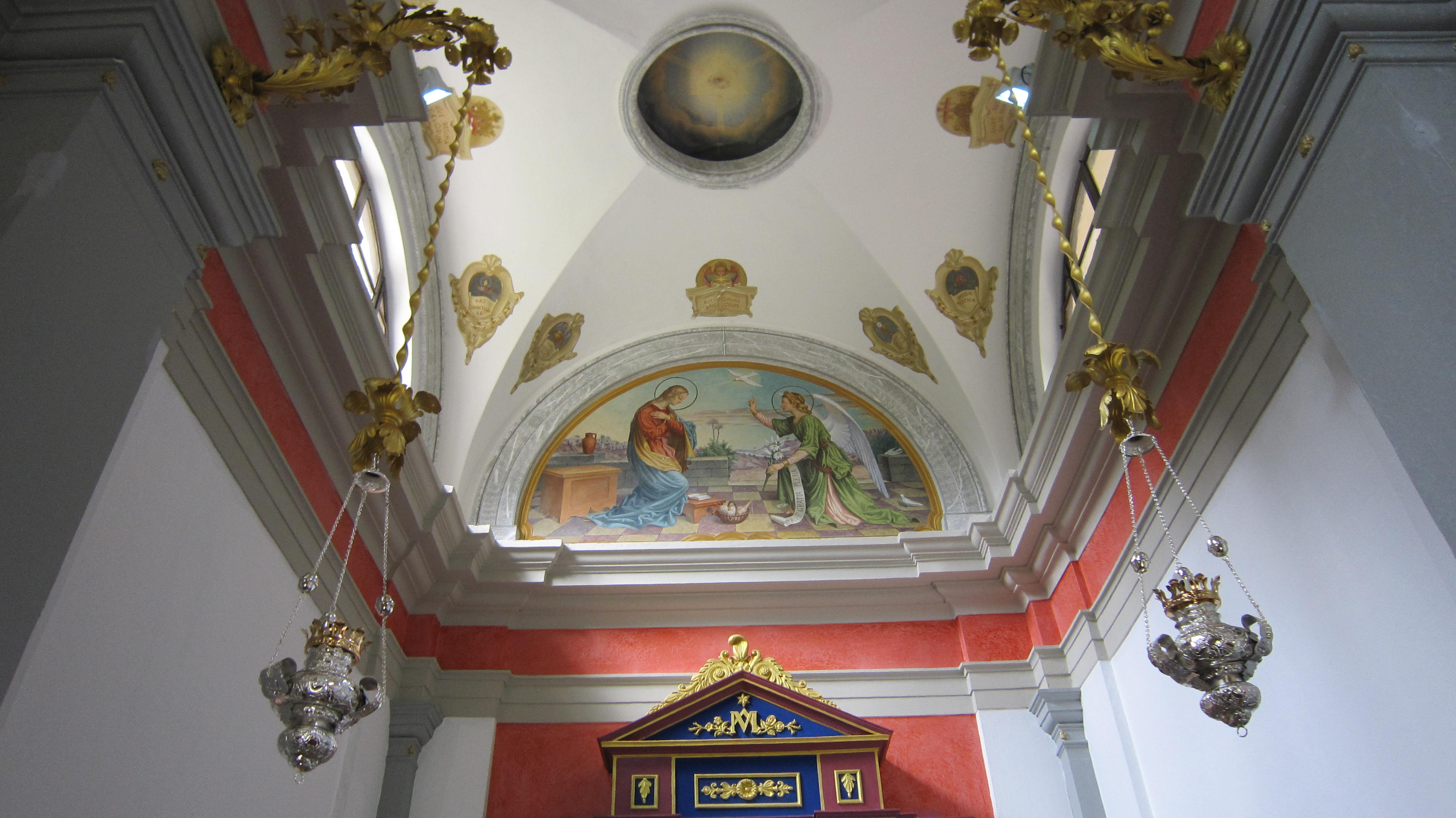
dipinto collocato sopra l'Altare della chiesa
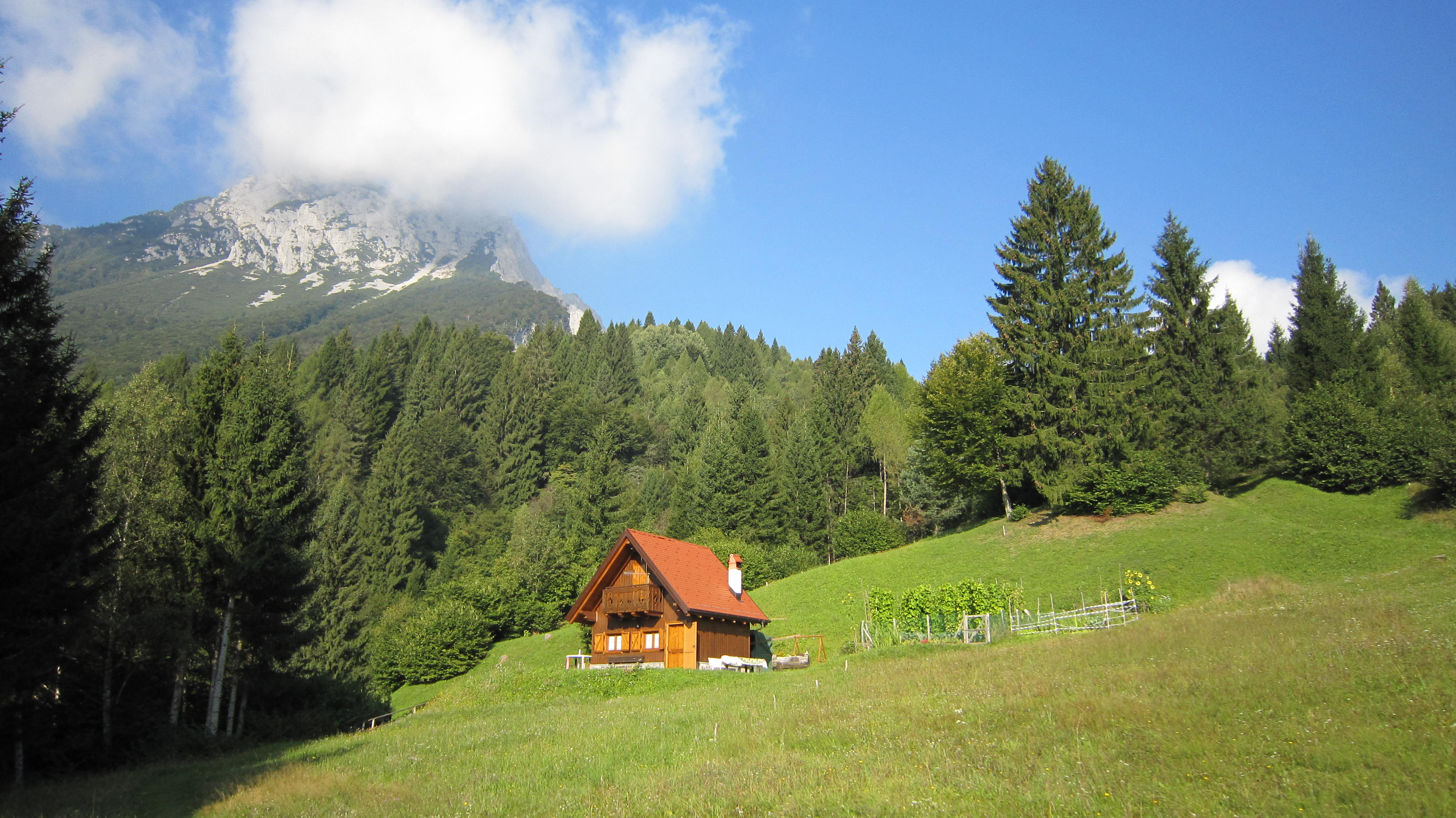
la roccia del monte Tersadia che sovrasta il Castoia caratterizzato da una fitta abetaia